# N.V. Boekhandel en Uitgevers Maatschappij Ontwikkeling
N.V. Boekhandel en Uitgevers Maatschappij Ontwikkeling was een Nederlandse boekhandel en uitgeverij van socialistischen huize.
Op 26 maart 1900 verscheen de eerste aflevering van Het Volk, Dagblad voor de Arbeiderspartij, het landelijk orgaan van de SDAP. Het dagblad werd aanvankelijk gedrukt door Stoomdrukkerij Vooruitgang, aan de Geldersekade in Amsterdam, na de verhuizing in 1915 naar de Keizersgracht, werd de naam gewijzigd in Electrische Drukkerij Vooruitgang. 
Op 28 januari 1916 verscheen in het Nieuwsblad voor de Boekhandel een oprichtingsadvertentie van N.V. Boekhandel en Uitgevers Maatschappij Ontwikkeling, een gezamenlijk onderneming van de Electrische Drukkerij Vooruitgang, Het Volk en de SDAP.  De eerste titel werd: De Socialistische Gids Maandschrift der Sociaaldemocratische Arbeiderspartij. 
In de loop van de jaren twintig ging naast politieke en aanverwante publicaties ook een aantal niet politieke publicaties deel van het fonds uitmaken. Deze verschenen in reeksen zoals OTB (Ontwikkeling’s Toneelbibliotheek), Uit het Leven, bibliotheek voor jongens en meisjes, onder redactie van A.M. de Jong, en als bekendste de ARBO (Algemene Roman Bibliotheek van Ontwikkeling). Voor de vormgeving en de lay-out was onder anderen Fré Cohen (1903-1943) verantwoordelijk.
Eigen winkels waren aanwezig in: Amsterdam, Groningen, Den Haag, Leeuwarden, Rotterdam en Utrecht. In 1927 werd de winkel in Rotterdam gesloten en werden nieuwe winkels geopend in Zaandam en Leiden.
In 1929 fuseerde Ontwikkeling met de Electrische Drukkerij Vooruitgang te Amsterdam, sinds 1900 de uitgever van het dagblad Het Volk en Drukkerij en Uitgeversmaatschappij Voorwaarts te Rotterdam, de uitgever van de Rotterdamse krant Voorwaarts, tot De Arbeiderspers.